# Anne Truitt
Anne Truitt (16 de marzo de 1921-23 de diciembre de 2004), nacida como Anne Dean, fue una escultora estadounidense de mediados del siglo XX.
Se dio a conocer a finales de la década de 1960 por sus esculturas minimalistas a gran escala, especialmente después de sus destacadas exposiciones individuales en la Galería André Emmerich en 1963 y en el Museo Judío de Nueva York en 1966. A diferencia de sus contemporáneos, realizó sus propias esculturas a mano, evitando los procesos industriales. A partir de imágenes de su pasado, su obra también trata el rastro visual de la memoria y la nostalgia.  Esto se ejemplifica con una serie de sus primeras esculturas que se asemejan a segmentos monumentales de vallas blancas.

## Formación
Truitt creció en Easton, en la costa este de Maryland, y pasó su adolescencia en Asheville, Carolina del Norte. En 1943 se graduó en Psicología en el Bryn Mawr College. Tras rechazar una oferta para hacer  un doctorado en el departamento de psicología de la Universidad de Yale, trabajó por poco tiempo como enfermera en un pabellón psiquiátrico del Hospital General de Massachusetts, Boston.  A mediados de la década de 1940 abandonó el campo de la psicología por el de la escritura de ficción y se matriculó en los cursos impartidos por el Instituto de Arte Contemporáneo en Washington D. C. Se casó con el periodista James Truitt en 1947 y se divorció de él en 1971.

## Obra
Tras dejar el campo de la psicología clínica, a mediados de la década de 1940, Truitt comenzó a hacer esculturas figurativas, pero se decantó por las formas geométricas reducidas después de visitar el Museo Guggenheim con su amiga Mary Pinchot Meyer para ver la exposición de HH Arnason "American Abstrac Expressionists and Imaginists", en noviembre de 1961. Truitt recuerda que "se pasó todo el día viendo arte (...) Vi los lienzos negros de Ad Reinhardt, los negros y los azules. Luego seguí por la rampa, doblé la esquina y vi los cuadros de Barnett Newman. Los miré y desde ese momento me sentí libre. Nunca me había dado cuenta de que pudiera hacerlo en el arte. Tener suficiente espacio. Suficiente color". Truitt se inspiró especialmente en el "universo de la pintura azul" y la sutil modulación y tonalidades de color del Onement VI de Newman. La singularidad de los expresionistas abstractos que observó en las obras de Barnett Newman y Ad Reinhardt impactó a Truitt y provocó un punto de inflexión en su trabajo. 
La primera escultura de madera de Truitt, titulada First (1961), se asemeja a una valla de estacas. Consiste en tres tablas verticales blancas que llegan a un punto —los piquetes— apuntalados por detrás por un poste blanco y dos travesaños. Los piquetes, poste y travesaños están unidos y conectados a una base blanca y se apoyan en ella. Las formas contienen recuerdos de su pasado y de la geografía de su infancia, más bien reflejo de un "resultado directo de una percepción empírica". Primero es un recuerdo permeable de la idea de una valla, de todas las vallas que Truitt ha visto, en lugar de una valla modelada a partir de una imagen específica. Durante el período de1964 a 1967 que pasó en Japón con su marido, quien en ese momento era el jefe de la oficina en este país del Newsweek, creó esculturas de aluminio. Antes de su primera retrospectiva en Nueva York, decidió que no le gustaban estas obras y las destruyó.
Las esculturas más significativa para el desarrollo de su etapa minimalista fueron estructuras normalmente de gran tamaño, agresivamente lisas y pintadas. Fabricadas con madera y pintadas con capas monocromáticas de acrílico, a menudo se asemejan a columnas o pilares elegantes y rectangulares. Truitt realizaba dibujos a escala de sus estructuras que luego eran producidos por un ebanista. Las estructuras se apoyan sobre el suelo y, a menudo, son huecas, lo que permite que la madera respire en los cambios de temperatura. Aplicaba yeso para imprimar la madera y luego daba hasta 40 capas de pintura acrílica, alternando pinceladas entre las direcciones horizontal y vertical y lijando entre capa y capa. Con el lijado de la pintura entre las aplicaciones la artista trataba de eliminar cualquier rastro de su pincel,  creando planos de color perfectamente terminados. Las capas de pintura forman una superficie de una profundidad tangible. Además, la superficie palpable de la pintura transmite la sensación siempre presente de la geografía de Truitt en la alternancia de los trazos de pintura verticales y horizontales que reflejan la latitud y la longitud de un entorno. Su proceso combinaba "la inmediatez de la intuición, la eliminación de la prefabricación y la intimidad del laborioso trabajo manual".
Las plataformas empotradas debajo de sus esculturas las elevaban lo suficiente del suelo como para parecer que flotaban en una delgada línea de sombra. La frontera entre escultura y suelo, entre gravedad y verticalidad, se hacía ilusoria. Esta ambivalencia formal se reflejaba en su insistencia en que el propio color, por ejemplo, contiene una vibración psicológica que cuando se purifica, como ocurre en una obra de arte, aísla el evento al que se refiere como una cosa y no como un sentimiento. El acontecimiento se convierte en una obra de arte, en una sensación visual transmitida por el color. La serie de pinturas Arundel, iniciada en 1973, presenta líneas de grafito apenas visibles y acumulaciones de pintura blanca sobre superficies blancas.  En el cuadro Ice Blink de color crema (1989), una pequeña franja de rojo en la parte inferior de la pintura es suficiente para establecer la profundidad de la perspectiva, como  una única barra de color púrpura en la parte inferior de Memory (1981), que de otro modo sería azul celeste. Iniciados alrededor de 2001, los Piths, lienzos con bordes deliberadamente deshilachados y cubiertos de gruesas pinceladas de pintura negra, indican el interés de Truitt por las formas que difuminan las líneas entre dos y tres dimensiones.
En su primera muestra en la galería de André Emmerich, Truitt expuso seis obras de estructuras de álamo pintadas a mano, incluidas Ship-Lap, Catawba, Tribute, Platte y Hardcastle. André Emmerich se convertiría así en su marchante de toda la vida. Truitt conoció a Emmerich a través de Kenneth Noland, a quien Emmerich también representaba. En las descripciones de su primera exposición individual, se pueden ver los matices machistas que estaban presentes en el mundo del arte neoyorquino en los años sesenta. Greenberg, Rubin y Noland eligieron el trabajo de Truitt para exponer y organizaron la ubicación de la muestra sin contar con la propia Truitt. A menudo se referían a ella como la “gentil esposa de James Truitt” y Emmerich alentó a Truitt a eliminar su nombre de pila para ocultar su género, con la esperanza de que esto ayudara a la recepción de la exposición. Tras su primera exposición individual, Greenberg declaró en su ensayo "La actualidad de la escultura" (1967) que el trabajo de Truitt "anticipaba" el arte minimalista. La declaración de Greenberg es sensacionalista, ya que Donald Judd, Robert Morris y Dan Flavin habían mostrado su trabajo antes que ella.
Los dibujos de Truitt no  siempre se tienen en cuenta a la hora de analizar su obra. Durante gran parte de la década de los cincuenta Truitt trabajó con lápiz, acrílico y tinta para crear no solo estudios para esculturas posteriores, sino dibujos que existían de forma independiente como obras de arte. Truitt también es conocida por ser autora de tres libros: Daybook, Turn y Prospect. En Prospect, su tercer volumen de reflexiones, Truitt se propuso reconsiderar "toda su experiencia como artista" —y también como hija, madre, abuela, maestra e investigadora permanente—. Durante muchos años estuvo asociada con la Universidad de Maryland, College Park, donde fue profesora, y con la colonia de artistas Yaddo, donde fue presidenta interina.
Truitt murió el 23 de diciembre de 2004 en el Sibley Memorial Hospital en Washington D. C., debido a complicaciones derivadas de una cirugía abdominal. Le sobreviven tres hijos y ocho nietos, entre ellos el escritor Charles Finch.

## Legado
Fielding, H. (2011) Múltiples percepciones móviles de lo real: Arendt, Merleau-Ponty y Truitt (páginas 518–534) Este artículo explora las ideas éticas que aportan las esculturas minimalistas de Anne Truitt, vistas a través de las lentes fenomenológicas de Hannah Arendt. investigaciones sobre la co-constitución de la realidad y las investigaciones de Maurice Merleau-Ponty sobre la percepción. Las obras de arte en su presencia material pueden abrir nuevas formas de relacionarse y percibir. Las obras de Truitt cumplen esta tarea al revelar el movimiento interactivo de nuestras relaciones corporales y cómo los objetos materiales pueden realmente ayudar a fundamentar nuestra realidad y, por lo tanto, la potencialidad humana. Merleau-Ponty muestra cómo nuestros cuerpos pre-reflexivos permiten la coexistencia de percepciones incomprensibles. Sin embargo, esta misma capacidad de los cuerpos para reunir múltiples percepciones también se presta a la ilusión de que vemos desde una sola perspectiva. Si una perspectiva ética se reifica en una sola posición, entonces se desprende de la realidad y el potencial ético se pierde. Al mismo tiempo, entendido fenomenológicamente, el mundo real no existe en términos de materia estática, sino que es una red de relaciones y significados contextuales. Una ética que no tiene en cuenta las relaciones corporales, que sólo permite una perspectiva, pierde finalmente su capacidad de flexibilidad y de formar parte de una realidad común y compartida.

## Exposiciones
La primera exposición individual de Truitt tuvo lugar en la Galería André Emmerich de Nueva York, en febrero de 1963, y en muchos sentidos su obra también se ajustaba a lo que allí estaba surgiendo. Su trabajo se incluyó en la exposición de 1964, "Negro, blanco y gris", en el Wadsworth Atheneum en Hartford, Ct, posiblemente la primera exposición de obras minimalistas.  Fue una de las tres únicas mujeres incluidas en la influyente exposición de 1966, Estructuras primarias en el Museo Judío de Nueva York. Desde entonces, su trabajo ha sido objeto de exposiciones individuales en el Whitney Museum of American Art, Nueva York (1973); la Galería de Arte Corcoran, Washington D. C. (1974) y el Museo de Arte de Baltimore (1974, 1992). En 2009, el Hirshhorn Museum and Sculpture Garden, Washington D. C., organizó una aplaudida retrospectiva de su obra, que incluía 49 esculturas y 35 pinturas y dibujos. "In the Tower: Anne Truitt" estuvo expuesta en la Galería Nacional de Arte del 19 de noviembre de 2017 al 1 de abril de 2018.

## Obra en colecciones

### Arizona
- Summer Treat, 1968, Museo de Arte de la Universidad de Arizona, Tucson.

#### Distrito de Columbia
- Keep, 1962, Museo Smithsonian de Arte Americano, Washington.
- Insurrección, 1962, Corcoran Gallery of Art, Washington; adquirido en 2014 por la Galería Nacional de Arte.[19]
- Flower, 1969, Corcoran Gallery of Art, Washington; adquirido en 2015 por la Galería Nacional de Arte[20]
- Arundel XI, 1971, Galería Nacional de Arte, Washington.
- Summer Dryad, 1971, Museo Nacional de la Mujer en las Artes, Washington.
- Mediodía, 1972, Galería Nacional de Arte, Washington.
- Spume, 1972, Galería Nacional de Arte, Washington.
- 13 de octubre de 1973, 1973, Museo y Jardín de Esculturas Hirschhorn, Washington.
- Sand Morning, 1973, Galería Nacional de Arte, Washington.
- 17th Summer, 1974, Smithsonian American Art Museum, Washington.
- Night Naiad, 1977, Museo y Jardín de Esculturas Hirshhorn, Washington.
- Parva XII, 1977, Galería Nacional de Arte, Washington.
- Summer Remembered, 1981, Galería Nacional de Arte.
- Twining Court II, 2002, Galería Nacional de Arte.

### Maryland
- Ship-Lap, 1962, Museo de Arte de Baltimore, Baltimore.
- Watauga, 1962, Museo de Arte de Baltimore, Baltimore.
- Whale's Eye, 1969, Museo de Arte de Baltimore, Baltimore.
- Tres, 1962, Museo de Arte de Baltimore, Baltimore.
- A Wall for Apricots, 1968, Museo de Arte de Baltimore, Baltimore.
- Meadow Child, 1969, Museo de Arte de Baltimore, Baltimore.
- Odeskalki, 1963/82, Museo de Arte de Baltimore, Baltimore.
- Parva IV, 1974, Museo de Arte de Baltimore, Baltimore.
- Lea, 1962, Museo de Arte de Baltimore, Baltimore.
- Carson, 1963, Museo de Arte de Baltimore, Baltimore.
- Moon Lily, 1988, Museo de Arte de la Academia, Easton.
- Summer '88 No. 25, 1988, Museo de Arte de la Academia, Easton.
- Hespérides, 1989, Museo de Arte de la Academia, Easton.
- Verano '96 No. 26 . 1996, Museo de Arte de la Academia, Easton.

### Míchigan
- 2 de febrero de 1978, Museo de Arte de la Universidad de Míchigan, Ann Arbor.[21]
- Sandcastle, 1984, Museo de Arte de la Universidad de Míchigan, Ann Arbor.[22]

### Minnesota
- Primavera australiana de 1972, Walker Art Center, Minneapolis.

### Misuri
- Morning Choice, 1968, St. Louis Art Museum, St. Louis.[23]
- Prima, 1978, Museo de Arte Mildred Lane Kemper, St. Louis.[24]

### Nebraska
- Aún así, 1999, Sheldon Memorial Art Gallery, Universidad de Nebraska, Lincoln.[25]

### Nueva York
- Sentinel, 1978, Galería de Arte Albright-Knox, Buffalo.
- Carolina Noon, Michael C. Rockefeller Arts Center, Nueva York.
- Catawba, 1962, Museo de Arte Moderno, Nueva York.
- Twining Court I, 2001, Museo de Arte Moderno, Nueva York.
- Sin título, 1962, Museo de Arte Moderno, Nueva York.
- Desert Reach, 1971, Whitney Museum of American Art, Nueva York.

### Carolina del Norte
- Night Wing, 1972–78, Mint Museum, Charlotte.

### Virginia
- Señal, 1978, Banco de la Reserva Federal de Richmond, Richmond.

### Wisconsin
- Summer Sentinel, 1963–72, Museo de Arte de Milwaukee, Milwaukee.